# 나이트로페놀

p-나이트로페놀

나이트로페놀(영어: nitrophenol)은 화학식이 HOC6H5-x(NO2)x인 화합물이다. 나이트로페놀의 짝염기를 나이트로페놀레이트라고 한다. 나이트로페놀은 페놀보다 더 산성이다.

## 모노나이트로페놀
모노나이트로페놀은 화학식이 HOC6H4NO2이며, 다음과 같이 3가지 이성질체들이 존재한다.
- 2-나이트로페놀 (o-나이트로페놀, CAS 번호: 88-75-5)
- 3-나이트로페놀 (m-나이트로페놀, CAS 번호: 554-84-7)
- 4-나이트로페놀 (p-나이트로페놀, CAS 번호: 100-02-7)

모노나이트로페놀은 종종 산업적으로 유용한 상응하는 아미노페놀로 수소화된다.

## 다이나이트로페놀 및 트라이나이트로페놀

2,4-다이나이트로페놀

2,4-다이나이트로페놀은 적당히 강산(pKa = 4.89)이다. 2,4,6-트라이나이트로페놀은 피크르산으로 더 잘 알려져 있다.

## 안전
나이트로페놀은 유독하다. 때때로 나이트로페놀은 이전의 폭발물 또는 직물 공장 및 군수 공장 주변의 토양을 오염시키기도 하며, 현재의 연구는 이에 대한 복원을 목표로 한다.

## 같이 보기
- 페놀
- 아미노페놀